# Флореф
Флореф (на френски: Floreffe) е селище в Южна Белгия, окръг Намюр на провинция Намюр. Населението му е около 7400 души (2006).